# 2004年の台風集中上陸

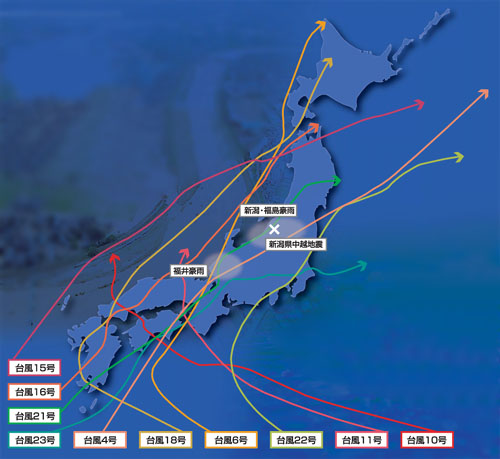
2004年に日本に上陸した10個の台風の経路図。この年は、新潟・福島豪雨や福井豪雨、新潟県中越地震など、台風以外の災害も多かった。

2004年の台風集中上陸（2004ねんのたいふうしゅうちゅうじょうりく）では、2004年（平成16年）に台風が前例のないほど相次いで日本に接近・上陸した現象について述べる。

## 概要
この年の日本への台風集中上陸は、6月から11月まで約半年間にわたって続いた。次々と襲来した台風により、各地で多くの犠牲者や被災者が出たほか、農産物を中心に経済への打撃も深刻なものとなった。
2004年の年間の台風発生数は29個（平年より若干多い程度）であったが、そのうち、日本への接近数（平年10.8個）は19個、上陸数（平年2.6個）は10個であり、いずれも1951年の統計開始以降最多となっている。接近数（19個）に関しては、1960年、1966年と並び1位タイ記録となったため新記録樹立には至らなかったが、上陸数（10個）に関しては過去に例を見ないほどの多さであり、これは上陸率が全台風の3分の1を超えたことを意味するほか、台風の日本上陸数の平年値（2.6個）の4倍であったことになる。当時それまでの上陸数の最多記録は、1990年と1993年の6個であり、これを大幅に更新したことから社会的にも大きな関心を集めた。また、この年の南西諸島への接近数（平年7.2個）は15個であり、こちらもそれまでの最多記録（12個）を抜いて、日本への接近数・上陸数とともに過去最多となった。日本付近（東経120度〜150度）の北緯30度まで「強い勢力」を維持して北上した台風は10個もあり、こちらもかなりの多さであった。10月には台風22号と23号の2個の台風が上陸したが、これも統計史上最多タイである。ちなみに、この年におけるその他の台風常襲地域への上陸数と比較しても、中国とフィリピンがそれぞれ4個、台湾が3個、インドシナ半島が1個、朝鮮半島が0個であり、台風襲来域全体を見ても日本だけが格段に多かったことがわかる（上陸数の推移も参照）。
フィリピンには、11月から12月にかけて25号・26号・27号の3つの台風が相次いで上陸したほか、日本には、8月から9月にかけて15号・16号・18号、9月から10月にかけて21号・22号・23号のそれぞれ3つの台風が、それぞれ相次いで上陸した。このように、複数の台風が連続して上陸した例も多かった。フィリピンでは、前述の25号・26号・27号の3つの台風と11月下旬の熱帯低気圧によって、合計で1,500人以上が死亡するなど甚大な被害となった。
日本への上陸台風は、6月という季節外れの時期に早くも襲来した4号と6号を皮切りに、7月に10号、8月に11号・15号・16号と次第に相次ぐようになり、9月に18号・21号、10月になっても22号・23号が上陸し、9月以降は秋雨前線の活動を強めて大きな被害をもたらした。中でも10月の23号は、各地に甚大な被害をもたらし平成になって最多の死者数を記録した。

また、上陸はしていないが、8月に沖縄付近を通過した台風17号は日本にも被害を出したほか、11月に発生した台風27号の残骸を吸収した温帯低気圧が、日本付近で猛発達して強風などをもたらすなどした。
| 接近数が多い年 | 接近数が多い年                                   | 接近数が多い年 | 接近数が少ない年 | 接近数が少ない年                          | 接近数が少ない年 |
| 順位           | 年                                               | 接近数         | 順位             | 年                                        | 接近数           |
| -------------- | ------------------------------------------------ | -------------- | ---------------- | ----------------------------------------- | ---------------- |
| 1              | 2004年 1966年 1960年                             | 19             | 1                | 1973年                                    | 4                |
| 4              | 2012年                                           | 17             | 2                | 1995年                                    | 5                |
| 5              | 2018年 1955年                                    | 16             | 3                | 1977年                                    | 6                |
| 7              | 2019年 2000年 1997年 1994年 1965年 1961年 1958年 | 15             | 4                | 2020年 2010年 1983年 1979年               | 7                |
|                |                                                  |                | 8                | 2017年 2009年 1998年 1969年 1964年 1951年 | 8                |

| 上陸数が多い年 | 上陸数が多い年                                   | 上陸数が多い年 | 上陸数が少ない年 | 上陸数が少ない年                                        | 上陸数が少ない年 |
| 順位           | 年                                               | 上陸数         | 順位             | 年                                                      | 上陸数           |
| -------------- | ------------------------------------------------ | -------------- | ---------------- | ------------------------------------------------------- | ---------------- |
| 1              | 2004年                                           | 10             | 1                | 2020年 2008年 2000年 1986年 1984年                      | 0                |
| 2              | 2016年 1993年 1990年                             | 6              | 6                | 2023年 2009年 1995年 1987年 1980年 1977年 1973年 1957年 | 1                |
| 5              | 2019年 2018年 1989年 1966年 1965年 1962年 1954年 | 5              |                  |                                                         |                  |

## 原因
日本への台風上陸・接近数が多くなった直接的な原因は、太平洋高気圧の配置が例年と異なっていたことだと考えられている。台風は通常、発生後北緯20～30度付近までは貿易風の影響で西寄りに北上し、北緯20～30度付近からは偏西風の影響を受けて方向転換し東寄りに北上する。このとき、台風の経路を妨げる壁となるのが太平洋高気圧であり、多くの台風は太平洋高気圧の西端を沿って進む。
2004年の夏から秋にかけて、太平洋高気圧が平年より北に位置し、西端は日本の東にあり、台風が日本付近を経路としやすい気圧配置になっていた。このような気圧配置になった原因として考えられることは、気圧配置を決める地球規模の大気循環の変動と、海水温の変動である。
この地球規模の大気循環の変動の原因の1つと考えられるのが地球温暖化であるが、大気循環の変動の仕組み自体がまだ詳しく解明されていない現在、この変動が人為的な地球温暖化によるものなのか、それとも自然に起こりうる範囲での変動なのかははっきりとしていない。
また、海水温については、地球規模で気圧配置に変動を起こすエルニーニョ・ラニーニャ現象はこの時期前後には発生していなかった。ただ、2004年の天候異常として東アジアの広範囲で高温が続くなどしていたため、海水温が例年と異なり気圧配置が変わった可能性もある。近年の研究ではエルニーニョもどきと呼ばれる中部太平洋で海水温が平年よりも高くなる現象関わっている事が判明し、同様にエルニーニョもどきが発生した2018年も同様に日本で台風による被害が多発した。
過去の統計と比較して、2004年の台風の勢力は特に強かったわけではないが、いわば日本が偶然台風の通り道となり、人口密集地に上陸・接近した台風が多く、多大な被害が出ることになったと言える。

## 上陸数の推移
| 月             | 月            | 4月     | 5月     | 6月     | 7月     | 8月            | 9月       | 10月      | 11月      | 12月    | 合計      |
| 日本           | 上陸数 (平年) | 0 (0)   | 0 (0)   | 2 (0.2) | 1 (0.5) | 3 (0.9)        | 2 (0.9)   | 2 (0.1)   | 0 (0.0)   | 0 (0)   | 10 (2.6)  |
| 日本           | 上陸した台風  |         |         | 4号 6号 | 10号    | 11号 15号 16号 | 18号 21号 | 22号 23号 |           |         | -         |
| 中国           | 上陸数 (平年) | 0       | 0       | 0       | 1       | 2              | 1         | 0         | 0         | 0       | 4         |
| 中国           | 上陸した台風  |         |         |         | 9号     | 13号 17号      | 20号      |           |           |         | -         |
| 台湾           | 上陸数 (平年) | 0       | 0       | 1       | 0       | 0              | 1         | 0         | 0         | 1       | 3         |
| 台湾           | 上陸した台風  |         |         | 7号     |         |                | 20号      |           |           | 27号    | -         |
| フィリピン     | 上陸数 (平年) | 0       | 0       | 1       | 0       | 0              | 0         | 0         | 2         | 1       | 4         |
| フィリピン     | 上陸した台風  |         |         | 5号     |         |                |           |           | 25号 26号 | 27号    | -         |
| インドシナ半島 | 上陸数 (平年) | 0       | 0       | 1       | 0       | 0              | 0         | 0         | 0         | 0       | 1         |
| インドシナ半島 | 上陸した台風  |         |         | 5号     |         |                |           |           |           |         | -         |
| 朝鮮半島       | 上陸数 (平年) | 0       | 0       | 0       | 0       | 0              | 0         | 0         | 0         | 0       | 0         |
| 朝鮮半島       | 上陸した台風  |         |         |         |         |                |           |           |           |         | -         |
| 全地域         | 上陸数 (平年) | 0       | 0       | 3       | 3       | 5              | 3         | 2         | 2         | 1       | 19        |
| 発生数 (平年)  | 発生数 (平年) | 1 (0.8) | 2 (1.0) | 5 (1.7) | 2 (4.1) | 8 (5.5)        | 3 (5.1)   | 3 (3.9)   | 3 (2.5)   | 2 (1.3) | 29 (26.7) |

## 日本に上陸した台風
| 台風     | 国際名   | 最低気圧 | 進路図 | 上陸日時        | 上陸地点         | 死者・行方不明者 | 住家被害 | 住家被害 | 住家被害 | 主な被害地域           | 被害額    |
| 台風     | 国際名   | 最低気圧 | 進路図 | 上陸日時        | 上陸地点         | 死者・行方不明者 | 全壊     | 半壊     | 床上浸水 | 主な被害地域           | 被害額    |
| -------- | -------- | -------- | ------ | --------------- | ---------------- | ---------------- | -------- | -------- | -------- | ---------------------- | --------- |
| 台風4号  | Conson   | 960 hPa  |        | 6月11日 16時    | 高知県室戸市     |                  |          |          |          |                        |           |
| 台風6号  | Dianmu   | 915 hPa  |        | 6月21日 9時30分 | 高知県室戸市     | 5人              |          | 6棟      | 3棟      | 全国                   | 92億円    |
| 台風10号 | Namtheun | 935 hPa  |        | 7月31日 16時    | 高知県西部       | 3人              | 11棟     | 21棟     | 254棟    | 近畿・中国・四国       | 103億円   |
| 台風11号 | Marou    | 996 hPa  |        | 8月4日 22時     | 徳島県東部       | 3人              | 11棟     | 21棟     | 254棟    | 近畿・中国・四国       |           |
| 台風15号 | Megi     | 970 hPa  |        | 8月20日 6時     | 青森県津軽半島   | 10人             | 19棟     | 86棟     | 410棟    | 東北・四国             | 397億円   |
| 台風16号 | Chaba    | 910 hPa  |        | 8月30日 10時    | 鹿児島県串木野市 | 17人             | 51棟     | 205棟    | 14,456棟 | 近畿・四国・九州       | 1,054億円 |
| 台風18号 | Songda   | 925 hPa  |        | 9月7日 9時30分  | 長崎県長崎市     | 46人             | 144棟    | 1,506棟  | 1,328棟  | 北海道・中国・九州     | 1,262億円 |
| 台風21号 | Meari    | 940 hPa  |        | 9月29日 8時30分 | 高知県宿毛市     | 27人             | 75棟     | 818棟    | 5,385棟  | 近畿・四国             | 210億円   |
| 台風22号 | Ma-on    | 920 hPa  |        | 10月9日 16時    | 静岡県伊豆半島   | 9人              | 136棟    | 299棟    | 2,121棟  | 東海・関東             | 58億円    |
| 台風23号 | Tokage   | 940 hPa  |        | 10月20日 13時   | 高知県土佐清水市 | 98人             | 907棟    | 7,929棟  | 13,341棟 | 東海・近畿・中国・四国 | 934億円   |

## 日本に接近した台風
| 台風     | 国際名   | 最低気圧 | 進路図 | 発生時期    | 備考                                                                                               |
| -------- | -------- | -------- | ------ | ----------- | -------------------------------------------------------------------------------------------------- |
| 台風1号  | Sudal    | 940 hPa  |        | 4月         | ミクロネシアのヤップ島などに被害を出した。                                                         |
| 台風2号  | Nida     | 935 hPa  |        | 5月         | フィリピンに被害を出した。                                                                         |
| 台風7号  | Mindulle | 940 hPa  |        | 6月 - 7月   | フィリピンおよび台湾に大きな被害を出した。                                                         |
| 台風8号  | Tingting | 955 hPa  |        | 6月 - 7月   | マリアナ諸島に被害を出した。                                                                       |
| 台風13号 | Rananim  | 950 hPa  |        | 8月         | 中国に大きな被害を出した。                                                                         |
| 台風17号 | Aere     | 955 hPa  |        | 8月         | 台湾と中国と日本に被害を出した。                                                                   |
| 台風20号 | Haima    | 996 hPa  |        | 9月         | -                                                                                                  |
| 台風24号 | Nock-ten | 945 hPa  |        | 10月        | -                                                                                                  |
| 台風27号 | Nanmadol | 935 hPa  |        | 11月 - 12月 | フィリピンに被害を出した。また、この台風の残骸を吸収した低気圧が爆弾低気圧となって日本に接近した。 |

## 被害と社会的な影響
2004年の日本は、10個の台風上陸に加えて新潟・福島豪雨、福井豪雨などの気象災害が多発し。また、年の後半に浅間山噴火、紀伊半島南東沖地震、新潟県中越地震などが続き、災害の被害がメディアで例年に比べて多く取り上げられ、今年の漢字に「災」が選ばれるなど社会的にも関心が高まった。